# Nannostomus marginatus
Nannostomus marginatus és una espècie de peix de la família dels lebiasínids i de l'ordre dels caraciformes. Adult, pot assolir fins a 3,5 cm de longitud total.
És un peix d'aigua dolça i de clima tropical (24 °C-26 °C). Es troba a Sud-amèrica: riu Amazones; Colòmbia, Surinam, Veneçuela i el Perú a l'est dels Andes, i Guaiana.